# Anne Gwynne
Pour les articles homonymes, voir Gwynne.

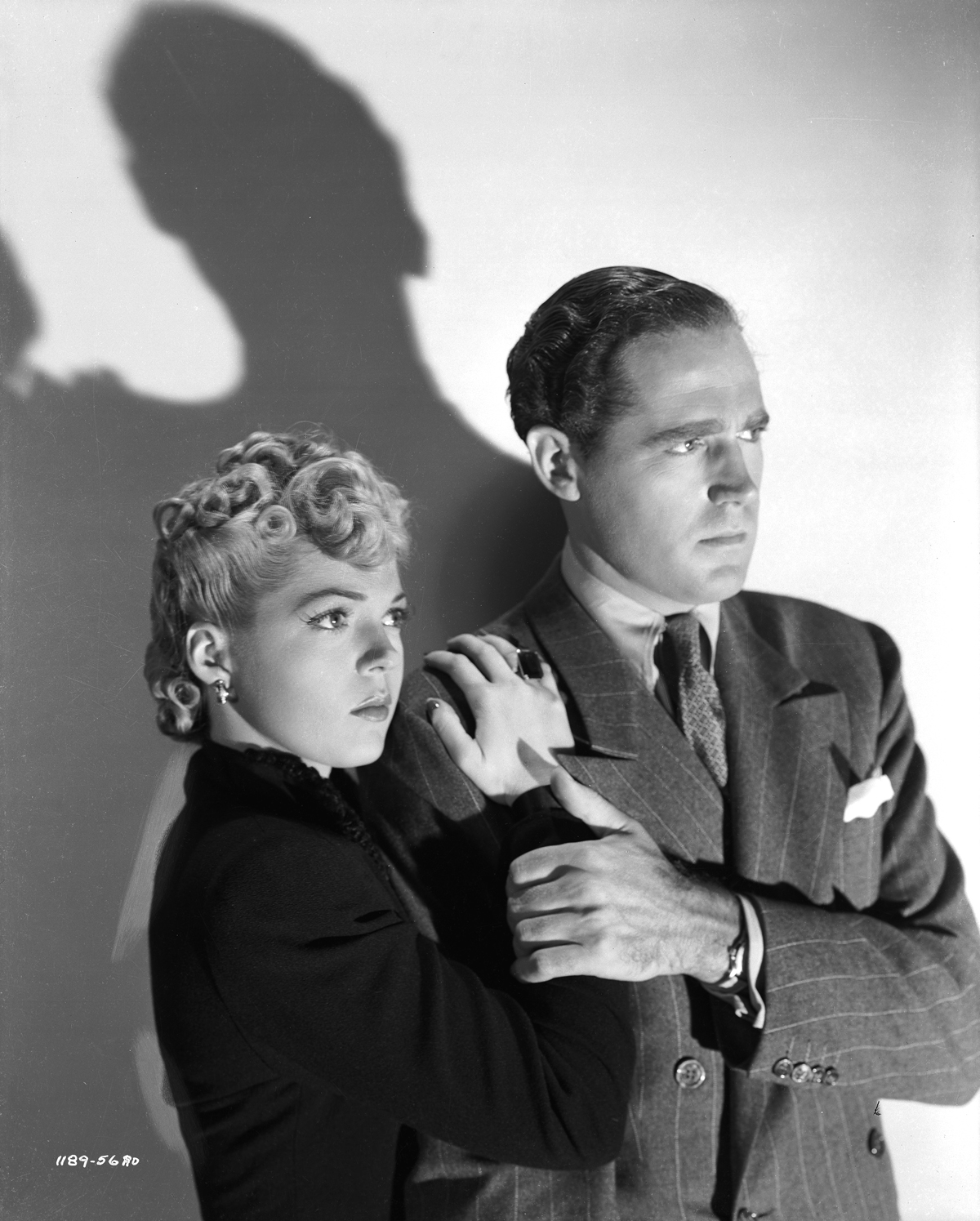
Avec Patric Knowles, dans The Strange Case of Doctor Rx (1942, photo promotionnelle)

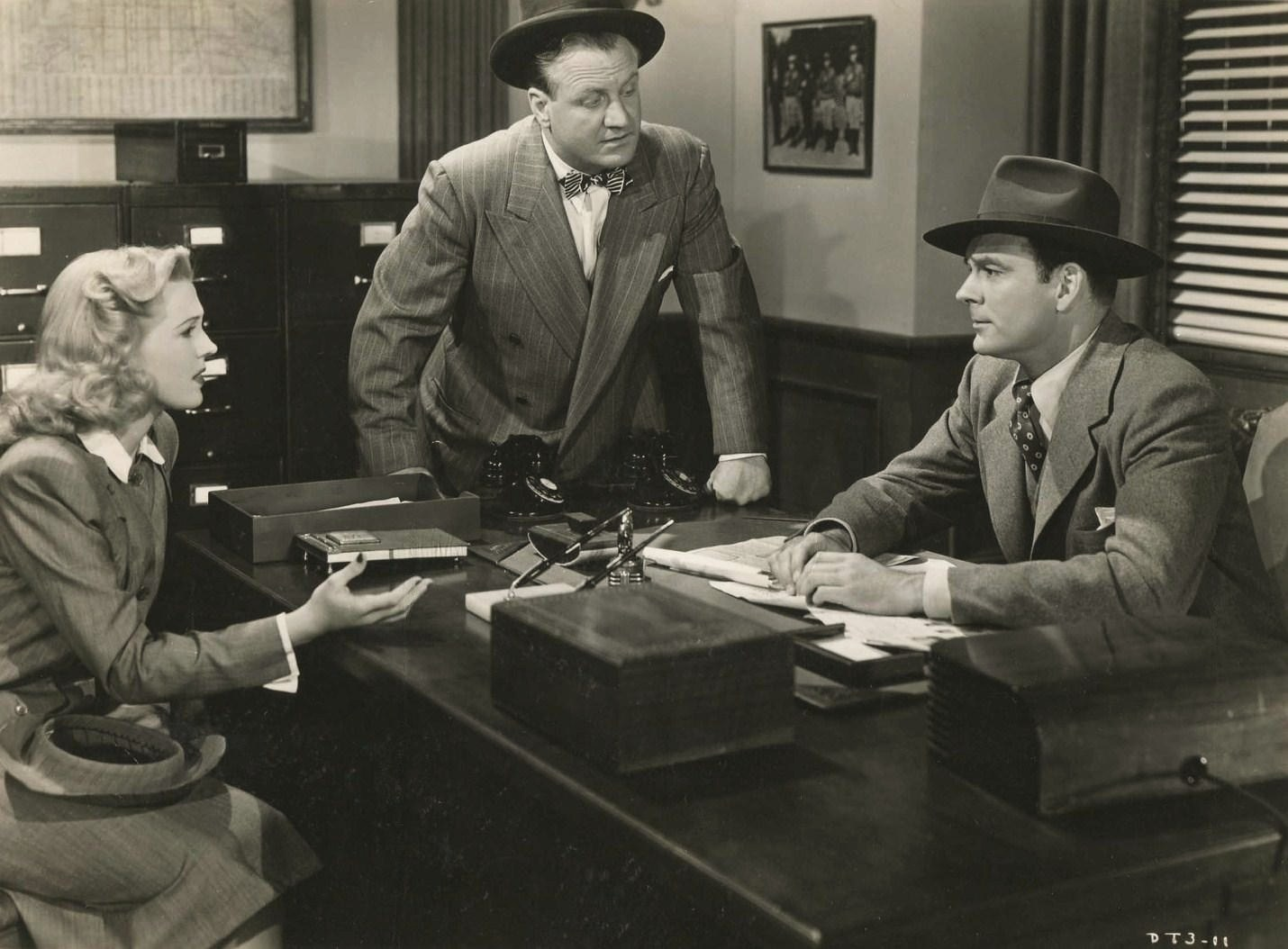
Avec Lyle Latell (au centre) et Ralph Byrd, dans Dick Tracy contre le gang (1947)

Anne Gwynne est une actrice américaine, née Marguerite Gwynne Trice le 10 décembre 1918 à Waco (Texas), morte le 31 mars 2003 à Los Angeles — Quartier de Woodland Hills (Californie).

## Biographie
Sous le nom de scène d'Anne Gwynne, elle contribue à cinquante-cinq films américains sortis entre 1939 et 1952, dont des films d'horreur produits par Universal Pictures, des films musicaux et des westerns. Après un avant-dernier film sorti en 1958, elle tient son ultime rôle au grand écran dans Adam at Six A.M. de Robert Scheerer (avec Michael Douglas), sorti en 1970.
Mentionnons également Vendredi 13 d'Arthur Lubin (1940, avec Boris Karloff et Béla Lugosi), Broadway de William A. Seiter (1942, avec Pat O'Brien et Janet Blair), La Maison de Frankenstein d'Erle C. Kenton (1944, avec Boris Karloff et John Carradine), ou encore Frayeur (Fear) d'Alfred Zeisler (1946, avec Warren William).
Pour la télévision, Anne Gwynne collabore à six séries entre 1947 et 1959, dont Public Prosecutor (en) (onze épisodes, 1951-1952) et Les Aventuriers du Far West (un épisode, 1957).
Elle est la grand-mère maternelle de l'acteur Chris Pine (né en 1980).

## Filmographie partielle

### Cinéma
- 1939 : Unexpected Father de Charles Lamont : Kitty
- 1939 : Oklahoma Frontier de Ford Beebe : Janet Rankin
- 1939 : The Man from Montreal de Christy Cabanne : Doris Blair
- 1940 : Chanson d'avril (Spring Parade) d'Henry Koster : Jenny
- 1940 : Honeymoon Deferred (en) de Lew Landers : Cecile Blades
- 1940 : Flash Gordon à la conquête de l'univers (Flash Gordon Conquers the Universe) de Ford Beebe et Ray Taylor (serial) : Sonja
- 1940 : Give Us Wings de Charles Lamont : Julie Mason
- 1940 : Vendredi 13 (Black Friday) d'Arthur Lubin : Jean Sovac
- 1941 : Toute à toi (Nice Girl?) de William A. Seiter : Sylvia Dana
- 1941 : Washington Melodrama de S. Sylvan Simon : Mary Morgan
- 1941 : Melody Lane de Charles Lamont : Patricia Reynolds
- 1941 : Le Chat noir (The Black Cat) d'Albert S. Rogell : Elaine Winslow
- 1942 : Don't Get Personal de Charles Lamont : Susan Blair
- 1942 : Broadway de William A. Seiter : Pearl
- 1942 : Men of Texas (en) de Ray Enright : Jane Baxter Scott
- 1942 : The Strange Case of Doctor Rx de William Nigh : Kit Logan Church
- 1942 : Deux Nigauds cow-boys (Ride 'Em Cowboy) d'Arthur Lubin : Anne Shaw
- 1943 : Du Texas à Tokyo (en) (We've Never Been Licked) de John Rawlins : Nina Lambert
- 1943 : Frontier Badmen (en) de Ford Beebe et William C. McGann : Chris Prentice
- 1943 : Top Man de Charles Lamont
- 1944 : La Maison de Frankenstein (House of Frankenstein) d'Erle C. Kenton : Rita
- 1944 : Babes on Swing Street d'Edward C. Lilley
- 1944 : Escadrille de femmes (Ladies Courageous) de John Rawlins : Gerry Vail
- 1944 : Moon Over Las Vegas de Jean Yarbrough : Marion Corbett
- 1944 : Le Suicide du Professeur X (Weird Woman) de Reginald Le Borg : Paula Clayton Reed
- 1944 : Meurtre dans la chambre bleue (Murder in the Blue Room) de Leslie Goodwins : Nan
- 1946 : I Ring Doorbells de Frank R. Strayer : Brooke Peters
- 1946 : Frayeur (Fear) d'Alfred Zeisler : Eileen Stevens
- 1947 : Killer Dill de Lewis D. Collins : Judy Parker
- 1947 : Dick Tracy contre le gang (Dick Tracy Meets Gruesome) de John Rawlins : Tess Trueheart
- 1947 : The Ghost Goes Wild (en) de George Blair : Phyllis Beecher
- 1948 : Le Justicier de la Sierra (Panhandle) de Lesley Selander : June O'Carroll
- 1949 : Arson, Inc. (en) de William Berke : Jane Jennings
- 1950 : The Blazing Sun (en) de John English : Kitty Kelly
- 1950 : Call of the Klondike de Frank McDonald : Nancy Craig
- 1970 : Adam at Six A.M. de Robert Scheerer : Mme Gaines

### Séries télévisées
- 1951-1952 : Public Prosecutor, saison unique, 11 épisodes : Patricia Kelly
- 1957 : Les Aventuriers du Far West (Death Valley Days), saison 5, épisode 16 Train of Events : rôle non-spécifié